# 이태영 (1905년)

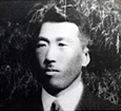
이태영, 삼척군수 재직 시절

이태영(李台榮, 1905년 5월 18일 ~ 1964년 2월 14일(음력 1월 2일))은 일제강점기의 관료이자 대한민국의 공무원이다. 한때 회령보통학교의 촉탁교직원, 울진금융조합 감사 등을 역임하기도 했다.
1937년 강원도 도 이원(道 吏員)에 채용되고, 김화군청 지방서기, 강릉군청 내무과 지방서기, 삼척군청 군속 등을 역임했다. 광복 후 울진군 울진면장, 삼척군청 내무과장을 거쳐 울진군수, 홍천군수, 삼척군수를 거쳐 다시 울진군수 역임했다. 1963년에는 울진군선거관리위원회 위원장이었다.
자(字)는 중선(仲善), 호(號)는 정헌(靜軒)이고, 본관은 우계(羽溪)이다.

## 생애
1905년 5월 18일 강원도 울진군 북면 부구3리에서 태어났으며, 할아버지는 사헌부감찰 이경진(李景鎭)이며 아버지는 이윤형(李潤衡)이고 어머니는 울진장씨(珍張氏父)로 장병의(張秉懿)의 딸이다. 고려 대사성 이순우의 25대손이고, 옥천부원군 이녹후의 21대손이다. 대한민국인사록에 의하면 1949년 당시 만 45세라 한다. 뒤에 울진군 울진읍 읍내리로 이주하였다. 종교는 불교였다. 그가 태어나 활동할 당시까지도 울진군은 경상북도 소속이 아닌 강원도 소속이었다.
1930년 함경남도 회령군 회령보통학교(會寧普通學校)의 촉탁교원(囑託敎員)이 되고, 월수당 85전이었다. 1931년 4월 11일 다시 회령보통학교 촉탁교원(會寧普通學校 囑託敎員)에 임용되었다.
1937년 울진금융조합 감사였다. 그해 1월 25일 구역(區域) 밖으로 이사했다는 이유로 그해 2월 20일 함흥지방법원 울진출장소로부터 울진금융조합 감사자격을 박탈당했다.
1937년 지방비 직원인 강원도청 도 이원(道 吏員)에 채용되고, 그해 강원도 김화군청 지방서기(地方書記)로 발령받았다. 월수당 12급봉이었다. 1938년에는 김화군청 지방서기 월38급봉으로 재직 중이었다. 1939년 강릉군청 내무과(內務課) 지방서기가 되고, 11호봉이었다. 그러나 강릉시청 내무과의 어느 계, 담당 직무는 직원록에 등장하지 않는다. 대한민국 인사록에 의하면 그는 보통문관시험에 합격했다 하며, 보문(普文) 시험 합격년월일은 나타나지 않는다. 이후 울진군청, 김화군청, 강릉군청, 삼척군청, 회양군청 등에서 근무하였다.
1940년 삼척군청 군속(屬)이 되고, 8호봉이었다. 그러나 삼척군청 어느 과, 어느 계 직원, 직무내용은 조선총독부직원록에 나타나지 않는다. 광복 후 울진군 울진면장, 삼척군청 내무과장을 역임했다.
1947년 1월 8일 울진군수로 부임하였다. 1947년 6월 20일 대구시보사를 방문했다., 6월 20일 전일 경상북도에서 강원도에 구호용 쌀 2만톤을 보낸 것에 대한 강원도의 도민대표 감사 사절단 7인의 한 사람으로 삼척군수 최예덕(崔禮德) 외 6인 등과 경북 대구시보사를 방문했다.
1947년 8월 15일 울진군 온정면(溫井面) 덕인리(德仁里) 거주자 오정농민조합(農民組合)책임자 황창석(黃昌錫, 당 37세)이 당지 민청(民靑) 간부 황재수(黃在洙, 당시 21) 외 5명과 공모하여 8월 15일 전후로 군수, 울진경찰서장을 암살하려다가 실패하고 도주했다. 황창석 등은 영덕군에 숨어 있다가 그해 12월 27일 영덕경찰서에 체포, 울진경찰서와 연락, 취조하였다. 황창덕 등이 울진군수, 경찰서장을 암살하려던 이유는 기록에 나타나지 않는다.
1947년 8월 28일, 8.25 해방 이후 중단된 일본 시마네현과 경북 봉화, 영주 지역의 무역항 죽변항의 수축(修築) 공사 재착수를 요청하는 공동 성명서를 발표, 울진군수로서 죽변어업조합 이사장 장석기(張錫기), 죽변자영업회장 최태형(崔太衡) 등과 공동 서명하였다. 1947년 8월 15일 홍천군수에 임명되었으나 수산경제신문의 기사에 의하면 그해 8월 28일 무렵에도 그는 울진군에 있었다. 이후 홍천군수로 부임, 1948년 9월 3일 홍천군수에서 이임했다.
1950년 3월 삼척군수로 부임, 1950년 9월 25일 다시 울진군수로 부임했다가 1951년 5월 31일 퇴직하였다.
1962년 겨울 울진 망양정(望洋亭)의 현판을 썼다. 망양정의 원 현판은 1910년 일본인 원산재무감독국 직원 사이또 마사히로가 가져갔는데, 이후 행방을 알 수 없었다. 1963년 2월 8일 울진군 선거관리위원회 위원장에 임명되어 1964년 2월 14일까지 재직했다.
묘소는 경상북도 울진군 북면 부구리 흥부동(興富洞) 진곡하등(陳谷下嶝) 건좌(乾坐)에 있다.

## 작품
- 망양정(望洋亭) 현판 글씨

## 참고 자료
- 울진군지편찬위원회,『울진군지』 (울진군지편찬위원회, 2001)
- 울진군지편찬위원회,『울진군지』 (울진군지편찬위원회, 2022)
- 내외홍보사, 《대한민국 인사록》 (내외홍보사, 1950) 133페이지
- 조선총독부및소속관서직원록 1930년도
- 조선총독부및소속관서직원록 1937년도
- 조선총독부및소속관서직원록 1938년도
- 조선총독부및소속관서직원록 1939년도
- 조선총독부및소속관서직원록 1940년도